# Amt Treene

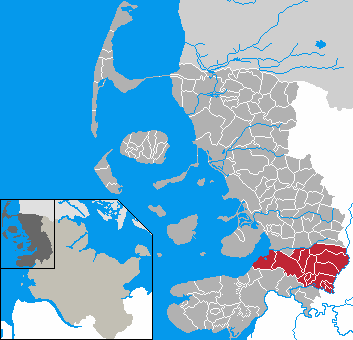
Lage des ehem. Amtes Treene im Kreis Nordfriesland

Das Amt Treene ist ein ehemaliges Amt im Kreis Nordfriesland in Schleswig-Holstein. Das Amt hatte seinen Verwaltungssitz in Mildstedt und war nach der Treene benannt.
Die Fläche betrug 184 km², das Amt hatte 12.300 Einwohner in den Gemeinden
1. Fresendelf
2. Hude
3. Mildstedt
4. Oldersbek
5. Ostenfeld
6. Ramstedt
7. Rantrum
8. Schwabstedt
9. Simonsberg
10. Süderhöft
11. Südermarsch
12. Winnert
13. Wisch
14. Wittbek

## Geschichte

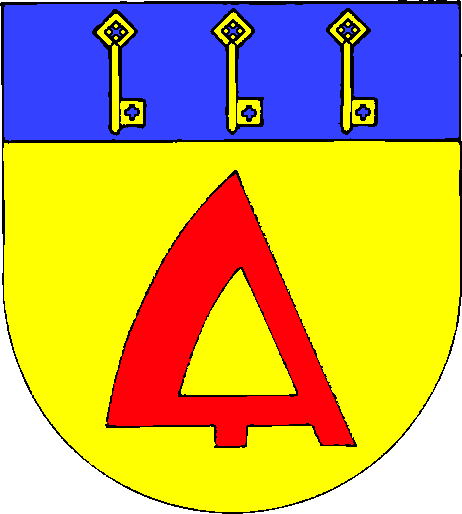
Wappen des ehem. Amtes Treene

Im Jahre 1970 wurden die Ämter Mildstedt, Ostenfeld und Schwabstedt zum Amt Treene vereinigt.
Bis zum 1. Juli 1974 gehörte auch die Gemeinde Ipernstedt zum Amt. Sie schied durch Eingemeindung nach Rantrum aus. Außerdem schieden die Gemeinden Schwabstedter Westerkoog und Hollbüllhuus 1975 bzw. 1976 durch Eingemeindung nach Schwabstedt aus.
Zum 1. Januar 2008 fusionierten die Gemeinden des Amtes Treene mit den Gemeinden der Ämter Friedrichstadt (ohne die Stadt Friedrichstadt), Hattstedt und Nordstrand und zum neuen Amt Nordsee-Treene.

## Wappen
Blasonierung: „Unter blauem Schildhaupt, darin drei goldene Schlüssel mit den Bärten links und unten, in Gold ein mit der Spitze nach oben weisendes rotes Pflugeisen.“